# Гвердцители
Гвердците́ли (груз. გვერდწითელი) — древняя грузинская дворянская фамилия.

## История
Происходит из Картли. Самое известное упоминание о роде относится к 1793 году, когда Датуа Гвердцители спорил с князем Георгием Везиришвили о границах их владений, в ходе спора Датуа ранил своего противника.
Род внесён в дворянскую родословную книгу Тифлисской губернии.

## Известные представители
- Гвердцители, Тамара Михайловна